# 平野区母娘殺害事件
平野区母娘殺害事件（ひらのくおやこさつがいじけん）とは、2011年（平成23年）6月24日に大阪府大阪市平野区のマンションで発生した在日韓国人の母娘に対するストーカー殺人事件。

## 事件の概要
2011年（平成23年）6月24日、大阪府大阪市平野区のマンションに男が押し入り、女性（当時27歳）と母親（当時61歳）を刃物でめった刺しにして殺害、そのまま逃亡した。同日午後9時過ぎに女性の姉が帰宅すると、女性が台所で仰向けに、母親が和室で横向きに倒れていたのを発見、110番通報した。通報を受けて駆けつけた平野警察署員が現場で2人の死亡を確認した。発見時、2人には胸や腹などに多数の切り傷や刺し傷があった。

## 韓国側の反応
2011年（平成23年）6月26日、韓国政府は在大阪韓国総領事館を通じて日本当局に対して「公正かつ迅速な捜査をしてほしい」との要請を行い、日韓両国で広く報道される事件となった。
韓国政府は本事件の直前、日本人が被疑者である別の韓国人殺人事件で日本の司法が被疑者に死刑ではなく傷害致死罪を適用したことについて日本政府に再考するよう要求していた。韓国のマスコミは再び韓国籍の者が殺害された本事件の発生を受けて「また韓国人が殺された」という報道を相次いで行った。また、6月26日の未明から毎日放送は全国放送を含む複数のニュース番組で事件被害者とは別人の写真を被害者として報じる誤報事件を引き起こしていた。誤報事件を受けて毎日放送は「報道機関としてあってはならないこと。チェック態勢を強化し、再発防止に努める」とするコメントを出した。

## 捜査
大阪府警察は殺人事件と見て平野警察署に捜査本部を設置。女性を執拗に刺していることなどから、交友関係を巡るトラブルと見て捜査を開始した。
司法解剖の結果、死亡推定時刻は6月24日午前中と判明した。また、女性が知人の男とトラブルになっていたことが判明した。
2011年（平成23年）7月8日、大阪府警察は娘の元同僚・交際相手だった在日朝鮮人の男（当時35歳）を殺人容疑で逮捕した。逮捕時、男は「女性や母親を殺していない。弁護士は必要ない」と容疑を否認していた。後に「2人を殺した。申し訳ないことをした」と容疑を認めた。
2011年（平成23年）7月29日、大阪地検は男を殺人罪・住居侵入罪で起訴した。

## 加害者と被害者
男は被害者母娘の女性の元交際相手で以前に勤めていた会社の同僚だった。事件前には女性の顔面を殴打する事件を起こすなど、女性に執拗に付きまとっていた。事件直前には知人にストーカーの存在を明らかにしていた。また、女性の携帯電話には男から大量の嫌がらせメールが送りつけられていた。その他、被害者宅の固定電話は元交際相手の男からの着信を拒否する設定がなされていた。事件前日の6月23日には男が女性に接触を図ろうとしたが避けられていた。

## 刑事裁判

### 第一審・大阪地裁
2012年（平成24年）5月23日、大阪地裁（遠藤邦彦裁判長）は「執拗で極めて残忍な犯行」として被告人に対して求刑通り無期懲役の判決を言い渡した。
判決では、犯行態様などについて「被害者に落ち度はなく、動機は身勝手」と指摘した。一方で計画性は認められず、突発的な犯行として「死刑ではなく無期懲役が相当」と結論付けた。
この判決に対し、検察、弁護側共に控訴せず判決が確定した。